# Meryatum II
Meryatum II – królewski kapłan boga Ra, syn faraona Ramzesa III. 
Pełnił funkcję arcykapłana boga Re w Heliopolis. Meryatum przeżył swojego ojca i został pochowany przypuszczalnie w nekropolii El Matariya na terenie dzisiejszego Kairu.